# Bishan (métro de Singapour)
Bishan est une station de métro à Singapour. 